# Mahottari (dystrykt)

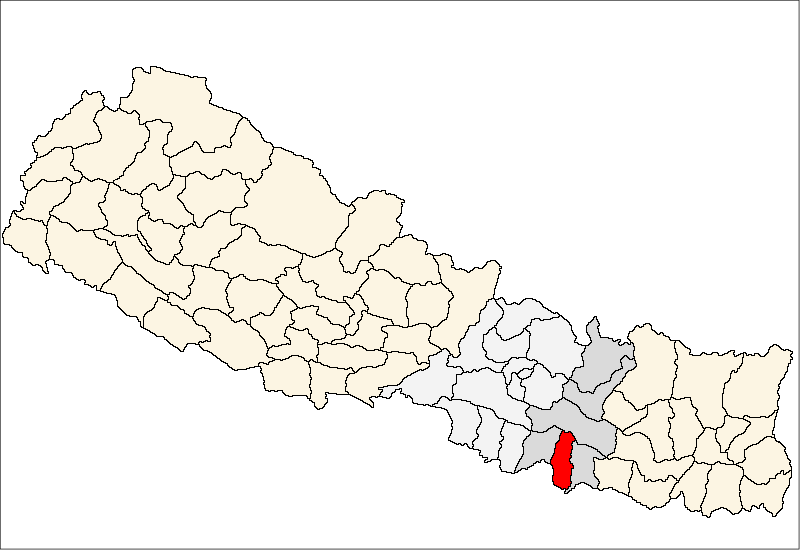
Dystrykt Mahottari

Dystrykt Mahottari (nep. महोत्तरी) – jeden z siedemdziesięciu pięciu dystryktów Nepalu. Leży w strefie Dźanakpur. Dystrykt ten zajmuje powierzchnię 1002 km², w 2001 r. zamieszkiwało go 553 481 ludzi. Stolicą jest Jaleswor.